# NGC 4638
NGC 4638 (другие обозначения — NGC 4667, UGC 7880, MCG 2-32-187, ZWG 70.229, ZWG 71.6, VCC 1938, PGC 42728) — галактика в созвездии Девы.
NGC 4638 наблюдается с ребра. Её гало имеет ящикообразную форму и является отдельной от балджа составляющей. NGC 4638 проявляет свойства как линзовидной, так и сфероидальной галактики. Вероятно, ранее она была линзовидной или спиральной галактикой с баром и с линзой, но в результате взаимодействия с другими галактиками испытала динамический нагрев. Балдж относится к псевдобалджам и составляет 14% светимости галактики.
Этот объект занесён в Новый общий каталог дважды, с обозначениями NGC 4638 и NGC 4667.